# Најдужи мишић главе
Најдужи мишић главе (лат. musculus longissimus capitis) је парни мишић врата, који припада трећем слоју задње стране вратне мускулатуре. У потпуности га прекривају завојни мишић главе и врата, а локализован је између полуртеничног мишића главе и најдужег мишића врата. Он улази у састав тзв. најдужег мишића, који представља део масе мишића опружача кичме.
Припаја се на мастоидном наставку слепоочне кости и на попречним наставцима од петог вратног до трећег грудног кичменог пршљена.
Инервисан је од стране задњих грана вратних живаца. Основна функција му се огледа у опружању (екстензији) главе при обостраној контракцији и њеном бочном савијању при унилатералном дејству.